# Ulrich Griebel
Ulrich Griebel (* 14. Januar 1942 in Bischofswerda; † 9. August 2023 in Bernau) war ein deutscher Dramaturg und Hörspielautor.

## Leben und Wirken
Nach dem Abitur und einem abgebrochenen Studium der Elektrotechnik arbeitete Ulrich Griebel als Bühnenarbeiter und studierte von 1963 bis 1967 Theaterwissenschaften an der Theaterhochschule „Hans Otto“ in Leipzig. Er begann eine Tätigkeit als Regieassistent an der Volksbühne Berlin und wirkte als Dramaturg und Regisseur an den Theatern in Dessau und Potsdam.
Im Jahr 1977 wechselte er in die Hörspieldramaturgie beim Rundfunk der DDR und betreute hier Stückentwicklungen von Autoren wie Anne Braun, Werner Buhss, Jörg Kowalski, Irina Liebmann, Horst Matthies, Manfred Müller, Helmut Sakowski, Erasmus Schöfer, Michael Sollorz oder Rudi Strahl.
Ich bin Ich, Ulrich Griebels 1978 erstgesendete Hörspielbearbeitung von Maxie Wanders Frauenprotokollen Guten Morgen, du Schöne (Regie: Barbara Plensat) mit den Protagonistinnen Marianne Wünscher, Karin Gregorek und Jenny Gröllmann, gewann eine Resonanz, die noch über Jahrzehnte weiterwirkte.
1991 ging Ulrich Griebel nach Leipzig zum neugegründeten Sachsen Radio und wurde Abteilungsleiter Unterhaltung. Von 1992 bis 2007 arbeitete er als freier redaktioneller Mitarbeiter bei MDR Kultur, verantwortlich für die Sendereihe Liebes Volk!, ab 1995 für die Sendereihe Als gestern heute war – historische Tondokumente und auch für Literatur und Hörspielsendeplätze.

## Hörspielbearbeitungen (Auswahl)
- 1980: Gotthold Ephraim Lessing: Nathan der Weise, Regie: Walter Niklaus, mit Rolf Hoppe u. v. a.
- 1981: Fred Wander: Josua läßt grüßen, Regie: Barbara Plensat
- 1982: Heinar Kipphardt: In der Sache J. Robert Oppenheimer, Regie: Werner Grunow
- 1984: Heinar Kipphardt: Bruder Eichmann, Regie: (zs. mit Barbara Plensat), Mit Ekkehard Schall, Ulrich Mühe u. v. a.
- 1985: Gerhart Hauptmann: Vor Sonnenuntergang, Musik: Günter Neubert. Mit Günter Grabbert (Matthias Clausen), Friedhelm Eberle (Wolfgang), Jörg Lichtenstein (Egmont), Regina Jeske (Bettina), Marylu Poolman (Paula), Ursula Werner (Inken), Carla Valerius (Frau Peters), Peter Sodann (Steinitz), Lutz Riemann (Eibisch), Horst Schönemann (1927–2002) (Geiger), Hilmar Eichhorn (Erich), Ellen Hellwig (Otilie), Gert Gütschow (Hanefeld), Wolf Goette (1909–1995) (Pastor Imoos).
- 1985: Sean O’Casey: Das Erntefest, Regie: Horst Liepach
- 1986: Arthur Kopit: Das Ende der Welt mit anschließender Diskussion, Regie: Alexander Stillmark
- 1986: Georg Büchner: Woyzeck, Regie: Joachim Staritz
- 1987: Am Abgrund nach Gitta Sereny, 2 Teile, Regie: Horst Liepach, mit Otto Stark u. v. a.
- 1989: Peter Brasch: Santerre, Regie: Joachim Staritz
- 2002: Lord Peter nach Dorothy L. Sayers, Acht Hörkrimis, MDR/SWR/RBB
- 2005: Pater Brown nach Gilbert Keith Chesterton, Acht Hörkrimis, MDR/SWR/RBB[3]

## Buchveröffentlichung
- Liebes Volk! Redezeit für Radiohörer. (zus. m. Gerhard Rentzsch) Dokumentation einer Sendereihe von SachsenRadio und MDR Kultur 1990–94, MDR 1995, ISBN 978-3-9804773-0-7.

## Hörbuchveröffentlichungen
- Ich bin ich. Drei Frauen aus dem Buch der Maxie Wander. Mit Marianne Wünscher, Jenny Gröllmann und Karin Gregorek. Prod.: Rundfunk der DDR, 1978. Als Hörbuch: Guten Morgen, Du Schöne, Der Audio Verlag 2001, ISBN 978-3-89813-015-8
- Acht Fälle für Lord Peter nach Dorothy L. Sayers, 8 CDs, MDR/SWR/RBB 2002/ Audiobuch Freiburg ISBN 978-3-89964-401-2
- Sieben Fälle für Pater Brown nach Gilbert Keith Chesterton, 7 CDs, MDR/SWR/RBB 2005/ Audiobuch Freiburg ISBN 978-3-89964-485-2